# Elektrownia Halemba

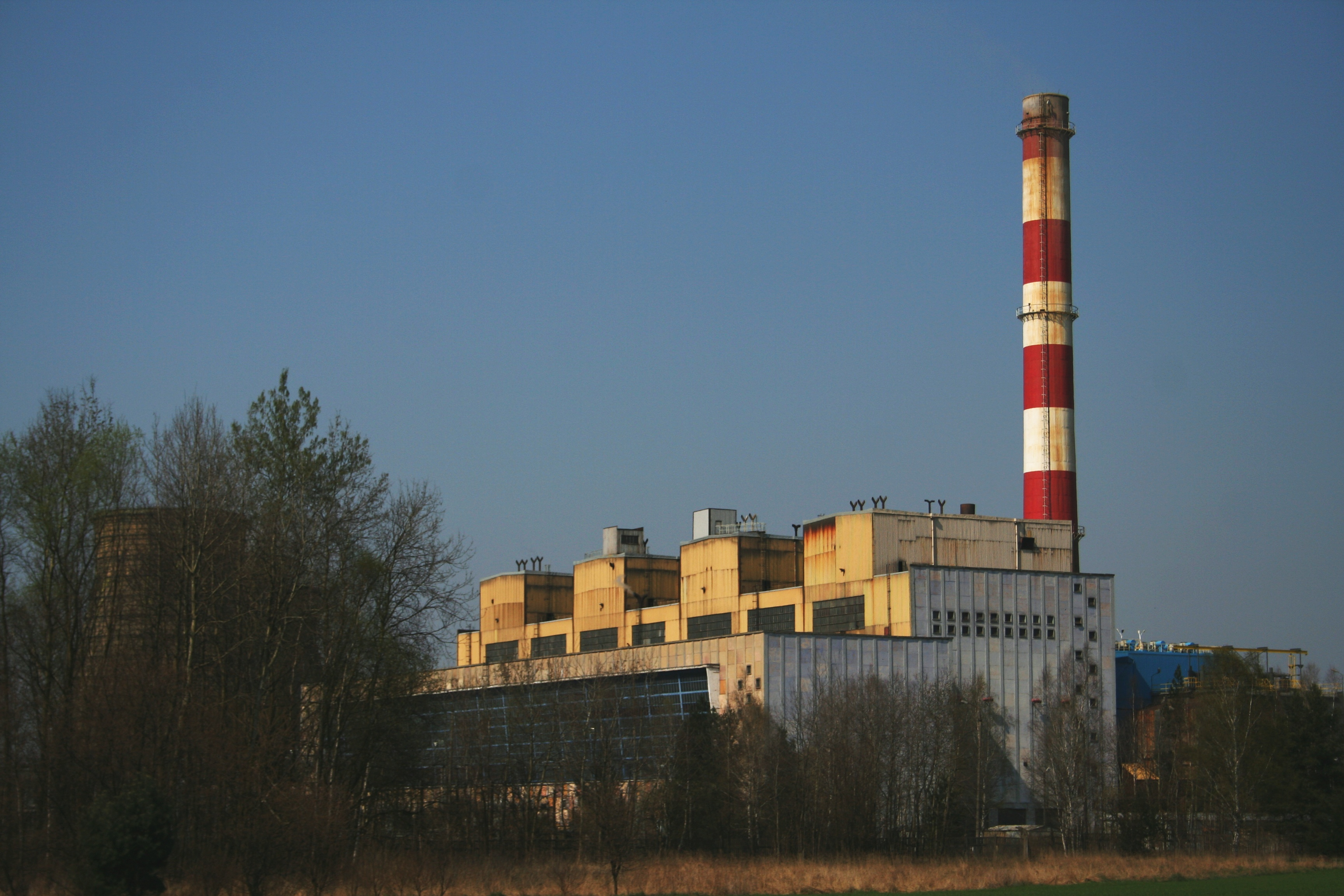
Widok na budynek główny od strony Mikołowa

Elektrownia Halemba – nieistniejąca już elektrownia węglowa w Rudzie Śląskiej w województwie śląskim, w dolinie rzeki Kłodnicy, w sąsiedztwie kopalni Halemba. Od 29 grudnia 2000 w składzie Południowego Koncernu Energetycznego S.A. Obecnie w stanie likwidacji.

## Historia
Początek budowy elektrowni to rok 1943, kiedy zaczęto wznosić zakład nakładem pracy więźniów obozu koncentracyjnego w Oświecimiu. Projektowany zakład miał dysponować mocą 75 MW i nosić nazwę Kraftwerk Godulla, lecz nie został ukończony.
Pierwszy blok energetyczny elektrowni, z planowanych czterech, oddano do użytku 12 października 1962 roku.
Od 2006 w rezerwie z ograniczoną działalnością, od 2012 w stanie likwidacji. W roku 2014 rozpoczęło się wyburzanie Elektrowni, które zakończyło się w roku 2015.

## Dane techniczne
W związku ze zniknięciem z rynku dużych odbiorców energii, w wyniku przemian gospodarczych po 1989, produkcja spadła z 1 100 000–1 200 000 MWh rocznie do 600 000–700 000 MWh.
Moc elektryczna elektrowni wynosiła 200 MW, wytwarzana była w 4 blokach o mocy 50 MW każdy. Elektrownia posiadała człon ciepłowniczy o mocy około 60 MW.
Moc elektryczna wyprowadzona była na własną rozdzielnię 110/220 kV. Rozdzielnia 110 kV jest 3-systemowa i 27-polowa. Poprzez dwa autotransformatory 160 MVA ma połączenie z 2-polową rozdzielnią 220 kV. Energia cieplna wyprowadzona była magistralą f500.